# 712
712 (DCCXII na numeração romana) foi um ano bissexto do século VIII, do Calendário Juliano, da Era de Cristo, teve início a uma sexta-feira e fim no sábado, com as letras dominicais C e B.
| ano completo                          |
| ------------------------------------- |
| Ano bissexto com início à sexta-feira |